# Золотошукачі 1933 року
«Золотошукачі 1933 року» (англ. Gold Diggers of 1933) — американський комедійний мюзикл режисера Мервіна Лероя, знятий в 1933 році на кіностудії Warner Bros. Історія заснована на п'єсі «Золотошукачі» Ейвері Гопвуда. П'єса була екранізована у німому фільмі 1923 року «Золотошукачі» під режисурою Девіда Беласко, а також в 1929 році режисером Роєм Дель Рутом під назвою «Золотошукачі на Бродвеї».

## Сюжет
Барні Гопкінс готує нове шоу на Бродвеї, але за день до цього шоу закривають, а реквізити й костюми забирають за несплачені рахунки. «За вікном» Велика депресія і весь колектив, опинившись на вулиці, вимушений голодувати. Не мають змоги влаштуватися на роботу і три подружки Керол, Тріксі та Поллі. У скруті вони ладні вже опустити руки, але випадково одна з дівчат дізнається про те, що Гопкінс готує нову п'єсу. Вони заманюють його в гості й він обіцяє надавати їм роботу, коли знайде багатого спонсора, який буде готовий заплатити витрати на постановку.
В цей час, поселившись по сусідству, Бред Робертс грає мелодію, яка одразу зацікавила Барні. Бред виявляється композитором і погоджується приєднатися до майбутнього шоу, по-перше, тому що він дуже хоче, щоб його музика стала відомою, а по-друге, тому що йому дуже подобається Поллі. Проте він забуває розповісти, що належить до багатої сім'ї з Бостона.
Однак до його старшого брата Лоуренса доходять чутки, чим зайнятий молодший брат. Тому, взявши з собою адвоката Пейбоді, Лоуренс мчить до Нью-Йорка, щоб покласти край союзу брата з бідною дівчиною. Але через помилку він приймає Керол за Поллі, а та не стала його поправляти. Розрахунок Лоуренса був дуже простий, він вирішив заволодіти увагою цієї «Поллі», заплутати її у відносинах, відбити в брата, а потім кинути. Хіба він, твердокам'яний і непохитний, міг очікувати, що сам здатний закохатися в хористку і стати шовковим. А як же шоу? Так все гаразд із шоу, адже сам фільм і є музичне шоу!

## У ролях
- Воррен Вільям — Лоуренс Бредфорд
- Джоан Блонделл — Керол Кінг
- Елін Мак-Мейгон — Тріксі Лорейн
- Рубі Кілер — Поллі Паркер
- Дік Павелл — Бред Робертс
- Гай Кіббе — Фануель Г. Пейбоді
- Нед Спаркс — Барні Гопкінс
- Джинджер Роджерс — Фей Фортуна